# Герцогство Кантабрия

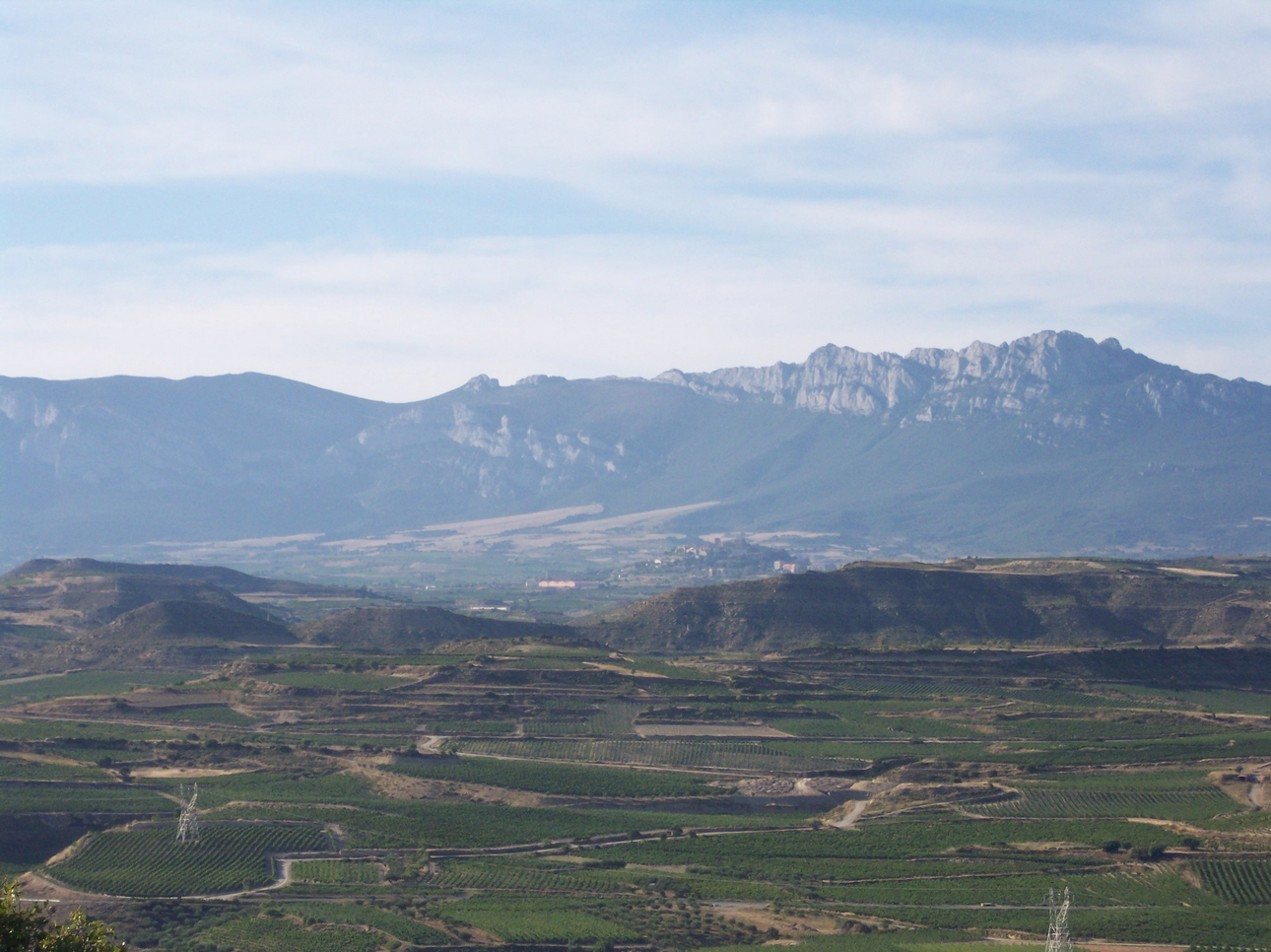
Сьерра-де-Кантабрия, Ла-Риоха Алавеса. До конца XVIII века эта гора была известна как Сьерра-де-Тулон.

Герцогство Кантабрия было создано вестготами на севере Пиренейского полуострова, чтобы защитить свою границу от кантабров и басков. Точные границы неизвестны, но наиболее вероятно, что герцогство включало в себя Кантабрию, часть Северной Кастилии и Ла-Риоху.
Два главных города Кантабрии до готского завоевания: Амайя (севернее Бургоса) и город Кантабрия (около современного Логроньо). Оба города были разрушены в 574 году Леовигильдом, многие жители были уничтожены.
Легенда этого разрушения остались надолго в памяти пострадавших народов. Епископ Браулио Сарагосский сообщал в житии святого Эмилиана, что этот святой предсказал разрушение Кантабрии из-за грехов его жителей. Кроме того, существовало поверье, что беженцы из города Кантабрия основали монастырь Нуэстра-Сеньора-де-Кодес в Наварре.
Герцоги Кантабрии
- Педро (702/710—730)
- Альфонсо I Католик (730—739)